# Klimczyce
Klimczyce – wieś sołecka w Polsce położona w województwie mazowieckim, w powiecie łosickim, w gminie Sarnaki. Leży nad Bugiem.
Klimczyce to swoisty region sadowniczy położony na krańcu wschodnim województwa mazowieckiego. Piękne sady doskonale wkomponowały się w krajobraz nadbużański, dzięki czemu okolica ta jest jeszcze piękniejsza. Dlatego zimą można natknąć się tu na niezliczone rzesze Białorusinów i Rosjan, którzy przyjeżdżają do miejscowych sadowników po jabłka. I właśnie położenie wsi blisko granicy wschodniej sprzyja temu niesamowicie. W okresie letnim można spotkać tu wielu turystów z całej Polski, którzy w Klimczycach zaczęli kupować działki i budować domy. Już dziś jest tu kilka rodzin - szczególnie emerytów - którzy na stałe przeprowadzili się z miasta na wieś.
W latach 1975–1998 miejscowość administracyjnie należała do województwa bialskopodlaskiego.
W drugiej połowie XVII wieku właścicielką Klimczyc była Helena z Zamoyskich, wdowa po Marku Wodyńskim i jej syn Jan. Po niej dobra przejęła Konstancja Butlerowa.
Wierni Kościoła rzymskokatolickiego należą do parafii św. Stanisława Biskupa i Męczennika w Sarnakach.